# Rhizohypha limodori
Rhizohypha limodori är en svampart som beskrevs av Chodat. Rhizohypha limodori ingår i släktet Rhizohypha, divisionen sporsäcksvampar och riket svampar.   Inga underarter finns listade i Catalogue of Life.